# Степановка (Ямпольский район)
Степановка (укр. Степанівка) — село,
Княжичский сельский совет,
Ямпольский район,
Сумская область,
Украина.
Код КОАТУУ — 5925681505. Население по переписи 2001 года составляло 37 человек .

## Географическое положение
Село Степановка находится на правом берегу реки Муравейня,
выше по течению на расстоянии в 3 км расположено село Весёлый Гай.
Через 1,5 км река Муравейня сливается с рекой Смолянка и образует реку Свесса.